# Fabbricazione digitale
La parola fabbricazione digitale (o digital fabrication, o fabbing) fa riferimento al processo attraverso cui è possibile creare oggetti solidi e tridimensionali partendo da disegni digitali.
Questo processo, utilizzato ampiamente in manifattura per la creazione rapida di modelli e prototipi, può sfruttare diverse tecniche di fabbricazione sia additive (come la stampa 3D), sia sottrattive come il taglio laser e la fresatura.
In generale, le macchine utilizzate per la fabbricazione digitale (fabbers o digital fabricators) si caratterizzano per la facilità di utilizzo ed il costo relativamente contenuto; questi elementi, insieme alla diffusione di software per la progettazione e modellazione di semplice utilizzo, hanno portato diversi osservatori italiani e internazionali a prevedere la diffusione della fabbricazione digitale anche verso un'utenza non professionale ( The Economist,  L'Espresso (archiviato dall'url originale il 31 luglio 2011)).
Questo fenomeno, definito personal fabrication, è alimentato anche dalla nascita di comunità in cui i disegni digitali vengono condivisi e messi a disposizione gratuitamente dagli utenti, nonché da servizi che consentono di accedere ad alcune tecnologie di digital fabrication direttamente online.